# Transduction (génétique)
 (mars 2025).
Pour les articles homonymes, voir transduction.

Mécanisme de la transduction

En génétique, la transduction est un processus qui consiste en un transfert de matériel génétique (ADN bactérien), d'une bactérie donneuse à une bactérie receveuse, par l'intermédiaire d'un vecteur viral (un bactériophage).
Un marqueur génétique est transduit quand il a été encapsidé puis intégré dans le génome par recombinaison.
Il existe deux types de transduction : généralisée et spécialisée (ou « localisée », ou encore « restreinte »).
La transduction (ainsi que le bactériophage lambda) fut mis en évidence par Esther Lederberg et par Zinder lors d'expériences sur deux souches de salmonelles auxotrophes.

## Bactériophage
Le bactériophage infecte une première bactérie (bactérie donneuse) et y injecte son ADN viral à travers la paroi de la cellule. De nouveaux phages s'y développent, et certains intègrent une partie du génome bactérien dans leur capside de phage. Lors de la libération des phages, ceux-ci vont infecter d'autres bactéries. Les virus comportant une partie d'ADN bactérien vont l'injecter dans une nouvelle bactérie (bactérie receveuse).

## Cycles lysogénique et lytique
L'ADN intégré se recombine avec le chromosome bactérien. L'intégration peut ensuite entraîner soit une réponse lysogénique, soit une réponse lytique.
Lorsque la réponse lysogénique se produit, les gènes viraux responsables de la réplication virale ne sont pas exprimés. L'ADN viral est alors qualifié de prophage et il est plus ou moins "silencieux" -- parfois désactivé par les mécanismes du soi bactérien, parfois partiellement exprimé en particulier s'il apporte à son hôte des facteurs de virulence, etc. La bactérie continuant de se reproduire par scissiparité est dite lysogène. Une réponse lysogénique n'a pas toujours de conséquence sur la vie de la cellule.
Sous l'effet d'un stress (rayonnement ultra-violet, pression...), la réponse lysogénique peut devenir lytique. La réponse lytique consiste en la production d'un grand nombre de phages, et ensuite à l'éclatement de la bactérie infectée.

## Transduction généralisée
La transduction généralisée est réalisée par des phages lytiques. Les phages découpent le génome de leur hôte pour constituer leur génome. Il peut arriver lors de ce phénomène que tout l'ADN de l'hôte ne soit pas dégradé.
La transduction résulte alors de l'empaquetage accidentel de fragments d'ADN de l'hôte donneur (primaire) dans la capside du phage. Ces fragments sont de taille équivalente à celle du génome viral.
Le fragment de génome de l'hôte source est ensuite intégré au génome d'un hôte receveur (secondaire) par recombinaison homologue.
Une transduction généralisée peut concerner tout le génome de l'hôte.

## Transduction spécialisée
La transduction spécialisée est réalisée par des phages tempérés (phages qui peuvent avoir une phase dite de quiescence/dormance= phase lysogénique et une phase lytique dans certaines conditions) .
Seules certaines parties de l'ADN bactérien peuvent être transduites.
La transduction résulte d'une excision impropre du génome viral, ce qui entraîne la formation d'un génome hybride (phage-bactérie). Donc dans des conditions normales, l'ADN phagique est excisé dans son intégralité. Toutefois,avec une fréquence de l'ordre de 10-5~10-6, l'excision est anormale et on obtient la libération d'une molécule d'ADN hybride constituée d'un fragment d'ADN phagique et d'un fragment d'ADN bactérien.
Attention par exemple dans le cas du phage lambda, seuls les gènes gal ou bio peuvent être transférés d’une
bactérie donatrice à une bactérie réceptrice.